# Bierzo (vino)
Bierzo es una Denominación de Origen Protegida (DOP) establecida en 1989 al oeste de la provincia de León, en Castilla y León, España. La zona de cultivo de Bierzo se encuentra en la fosa tectónica de la parte berciana del valle del río Sil.
Los vinos de esta denominación de origen se elaboran exclusivamente con variedades de uva autorizadas. Destacan principalmente la mencía entre las tintas, y entre las blancas, la Doña Blanca y la Godello. Además, se incluyen tres variedades experimentales, aunque están pendientes de la autorización correspondiente por parte de la Junta de Castilla y León.[cita requerida] En la actualidad, esta denominación se encuentra entre las de mayor proyección internacional en España.
La elaboración de los vinos amparados por la Denominación de Origen debe realizarse exclusivamente con las siguientes variedades: mencía, garnacha tintorera, estaladiña, merenzao, malvasía, godello, doña blanca o palomino. A finales del siglo XX, se introdujeron variedades experimentales mal llamadas 'mejorantes', como tempranillo, merlot y cabernet sauvignon. Su uso estaba limitado a la elaboración de vinos tintos de crianza y reserva, en una proporción que no superara el 15%. Sin embargo, en la actualidad, esta práctica se encuentra en desuso.
Constituye la mayor DO de la provincia en cuanto a calidad, cantidad, superficie de viñedos y viticultores.

Esta denominación obtuvo su registro ante la Unión Europea el 20 de junio de 1992. También cuenta con registro ante la Organización Mundial de la Propiedad Intelectual desde 22 de junio de 2021.

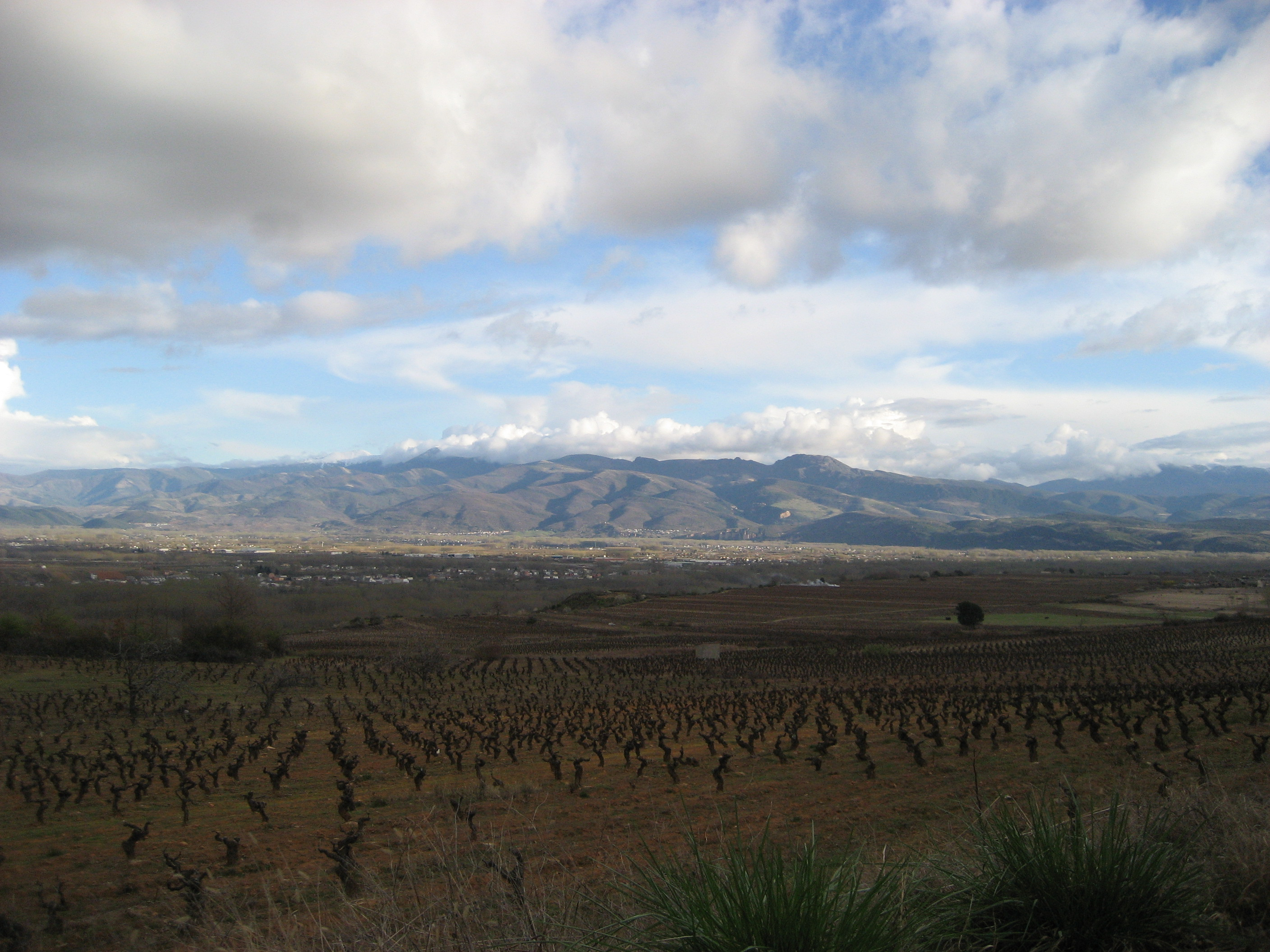
Viñedos berciano.

## El entorno
El Bierzo se destaca como una comarca de transición entre los viñedos castellanos y los viñedos de Galicia. Situada en la provincia de León, esta región tiene una rica historia vinculada a la minería e industria. La topografía del Bierzo se define por una llanura fértil rodeada de montañas que actúan como barrera contra el viento húmedo y frío del Atlántico.

Los suelos en esta área son relativamente pobres en fósforo y piedra caliza, con un pH medio alrededor de 6. Sin embargo, los finos depósitos detríticos presentes, compuestos por arcillas, areniscas, cuarcitas y pizarras, son muy propicios para el cultivo de la vid. La textura general de estos suelos es franco-arcillosa, con una pedregosidad regular y ausencia de rocosidad, a excepción de casos particulares.

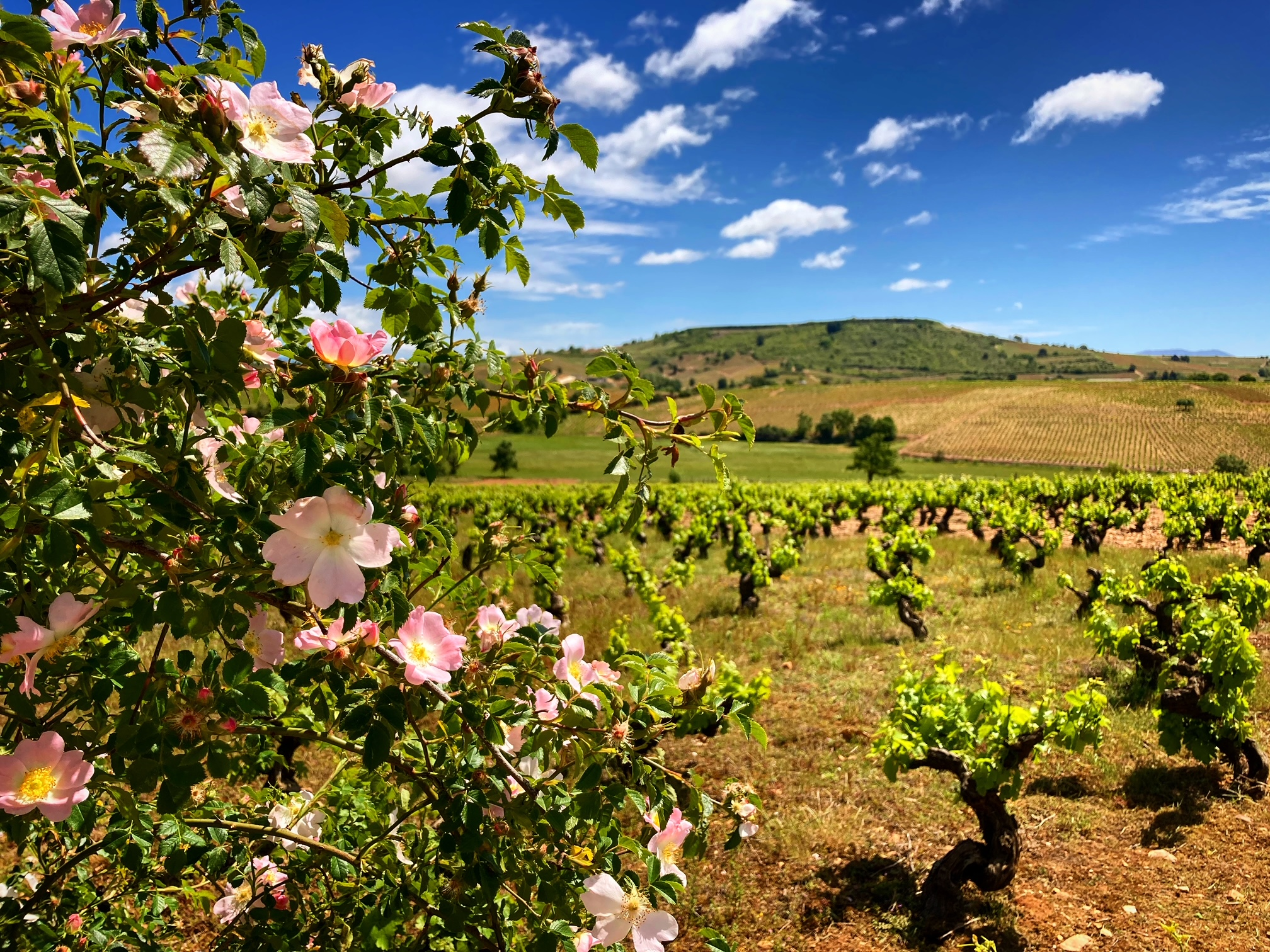
Villegas, histórico paraje en Valtuille de Abajo (Bierzo)

La morfología del suelo es ácida, sin presencia de carbonatos, lo cual es característico de climas húmedos, y muestra una alta capacidad de retención de agua. Además, algunos viñedos se encuentran en pendientes escarpadas con una notoria presencia de pizarras sueltas. Ocasionalmente, se encuentran viñedos en fondos aluviales conocidos como "patales", caracterizados por su humedad y fertilidad, con rendimientos especialmente altos pero un riesgo elevado de heladas primaverales.
El Bierzo presenta un microclima suave que se ve exento de los extremos climáticos de la meseta y de las condiciones húmedas de Galicia. Este clima se sitúa en una transición entre el oceánico (templado y húmedo) y el continental (frío y seco), compartiendo similitudes con las características climáticas del interior de la península ibérica, pero con temperaturas mínimas más elevadas. La pluviometría media anual se ubica en torno a los 793 mm/año, y la temperatura media alcanza los 12,3 °C.

## Zona de producción
La región vinícola del Bierzo, ubicada en el noroeste de la provincia de León, se caracteriza por la fragmentación de parcelas y una propiedad minifundista en su viñedo. La altitud de las zonas vinícolas oscila entre los 450 y 900 metros sobre el nivel del mar. Los suelos presentan una textura franco-arcillosa, son moderadamente ácidos y carecen de carbonatos.
La calidad de los vinos de Bierzo se atribuye a condiciones climáticas altamente favorables para el cultivo de la vid. La altitud, que en promedio supera los 500 metros en los viñedos actuales, y las precipitaciones significativamente más altas que en la depresión del Duero, resultan beneficiosas en el contexto del cambio climático. El carácter oceánico del clima se destaca por la predominancia de los vientos del oeste. A pesar de ello, el verano se mantiene seco y cálido, facilitando la maduración adecuada de las viñas viejas que han acumulado reservas en sus raíces.
El hundimiento de la cuenca, conocida como 'hoya berciana', contribuye a la precocidad de la primavera. El calentamiento temprano y rápido adelanta la brotación de los árboles aproximadamente un mes con respecto a las llanuras del Duero. El carácter moderado de las temperaturas mínimas absolutas subraya el clima privilegiado del Bierzo.
Los municipios asociados a la Denominación de Origen Bierzo son:
| Arganza            | Bembibre           | Benuza                   | Berlanga del Bierzo    |
| Borrenes           | Cabañas Raras      | Cacabelos                | Camponaraya            |
| Carracedelo        | Carucedo           | Castropodame             | Congosto               |
| Corullón           | Cubillos del Sil   | Fabero                   | Folgoso de la Ribera   |
| Fresnedo           | Igüeña             | Molinaseca               | Noceda                 |
| Oencia             | Ponferrada         | Puente de Domingo Flórez | Sancedo                |
| Sobrado            | Toreno             | Torre del Bierzo         | Trabadelo              |
| Vega de Espinareda | Toral de los Vados | Villadecanes             | Villafranca del Bierzo |

## Historia del viñedo berciano
Contrario a la creencia popular, existen escasos vestigios de la época romana en el noroeste de España. Los textos más antiguos no hacen mención de la vid en esta región, y según Estrabón en su obra Geografía, fue implantada por los conquistadores romanos.
En el año 711, los soldados de Tariq desembarcaron en Andalucía, marcando el colapso del reino visigodo que había mantenido el equilibrio económico heredado de la época romana. Los conquistadores musulmanes se expandieron rápidamente por toda la península, llegando incluso a Poitiers en 732. Aunque los musulmanes eran relativamente escasos y no lograron ocupar toda la región, el Bierzo, aislado, sufrió incursiones ocasionales y un asentamiento musulmán débil. El altiplano del Duero se convirtió en una suerte de 'tierra de nadie', donde los ejércitos musulmanes y cristianos deambulaban, saqueando y destruyendo ciudades, pueblos y culturas sistemáticamente.
Con el avance de los reinos cristianos, la repoblación de las tierras conquistadas conllevó una intensa labranza y la expansión de la viticultura en todo el noroeste de España. Sin embargo, este esfuerzo de revitalizar tierras abandonadas no habría sido posible sin la organización y el impulso enérgico de los eclesiásticos. A finales del siglo IX, San Genadio, el primer abad del monasterio de Montes, fundó diversas aldeas y ordenó la plantación de viñedos. San Valerio restauró Astorga, plantó árboles frutales y vides. El vino se volvió esencial tanto en el culto como en la vida cotidiana, representando, junto con el pan, el alimento fundamental. La abundancia de documentos medievales, especialmente procedentes de los archivos de la Catedral de Astorga, revela que desde el siglo X, la vid desempeñó un papel crucial en la economía de la región.
En el siglo XI, surgió el sistema de las encomiendas, donde los agricultores se ponían bajo la protección de un señor laico o eclesiástico a cambio del pago de una renta, dedicándose a actividades agrícolas y ganaderas. Ya en el siglo XIV, los canónigos de la catedral de Astorga mencionaron en sus escritos que se abastecían de vino del Bierzo, principalmente de Villar de los Barrios. En Bierzo se producía tanto vino blanco como tinto. La vid, en esta época, ocupaba un lugar destacado en la vida rural y era considerada un cultivo próspero. Es innegable que en la Edad Media nació en Bierzo un comercio del vino vinculado al desarrollo urbano.
En el siglo XVI, el viñedo del Bierzo desempeñó un papel destacado y temprano a nivel regional, abasteciendo no solo a las tierras circundantes en León, sino también en las provincias vecinas de Lugo y Asturias. Ponferrada, en particular, se erigió como el epicentro vitícola principal de la comarca, convirtiéndose la viticultura en un negocio fundamental para los habitantes de la ciudad. Con viñedos extendidos por toda la región, Ponferrada se consolidó como un importante centro de comercio vinícola. Asimismo, Villafranca se destacó como un centro activo en la parte oeste de la comarca, beneficiándose de su proximidad a la montaña y a Galicia. El vino blanco de Villafranca recibió reconocimiento por su calidad a finales del siglo XV.
En el siglo XVIII, el viñedo mantuvo su importancia regional con tres focos esenciales: Bembibre, Ponferrada y Villafranca del Bierzo. Ponferrada continuó siendo el centro de comercio más activo, pero Villafranca, aunque más pequeña, se destacó por la calidad de su vino. Durante esta época, el vino del Bierzo tenía una clientela leal en las sierras circundantes y su influencia se extendía a Asturias, al norte de la provincia de Lugo e incluso a la provincia de La Coruña. La falta de grandes ciudades limitaba el consumo de una producción considerable, llevando a los elaboradores y comerciantes a trasvasar y azufrar el vino, otorgándole un agradable color pero un olor y sabor fuertes que los consumidores debían aceptar.
En el siglo XIX, el viñedo del Bierzo enfrentó nuevas adversidades con la aparición de plagas hasta entonces desconocidas. El oídio, mildiu y filoxera modificaron el paisaje vitícola berciano, estableciendo las bases para los cultivos actuales. En 1850, el oídio ingresó a España por Orense desde Portugal, y, contrariamente a lo comúnmente aceptado, fue el oídio y no la filoxera el responsable del mayor declive en el viñedo berciano. En 1885, la aparición del mildiu también generó grandes dificultades en una comarca que frecuentemente presentaba condiciones propicias para el desarrollo de este hongo. A día de hoy, el mildiu sigue siendo el mayor desafío para viticultores y bodegas, habiéndose arraigado endémicamente en la comarca. Cabe destacar que, cuando la plaga afectó al viñedo, el tratamiento ya era conocido y no hubo un retraso significativo entre la aparición de la plaga y el uso de sulfatos. Según una encuesta de 1889, el viñedo del Bierzo abarcaba 6130 hectáreas.

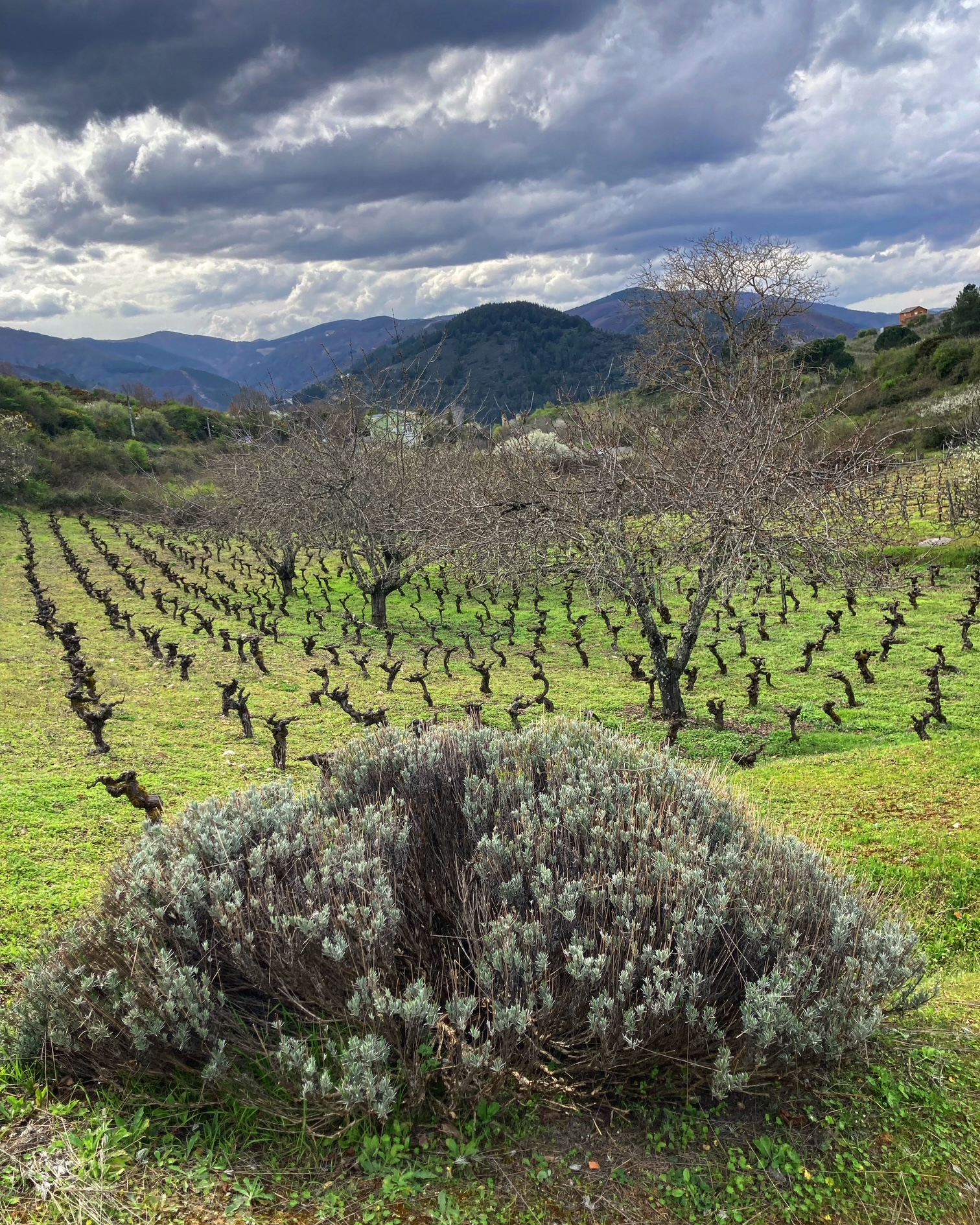
Viña Vieja en Villafranca del Bierzo

La filoxera llegó a Galicia en 1882, y se tiene constancia de su presencia en Bierzo en 1887. Aunque la propagación de la filoxera en Bierzo fue relativamente lenta y la producción global no se hundió, se replantó rápidamente una gran cantidad de viñedo utilizando pies americanos resistentes a esta plaga. Para el año 1900, la filoxera había destruido completamente el viñedo en Bierzo, llevando a cabo una replantación total en los partidos de Ponferrada y Villafranca con cepas americanas. El viñedo berciano demostró una notable agilidad en su recuperación, y ya en 1909 se contabilizaban 1115 hectáreas de nueva plantación con cepas americanas, marcando lo que podría considerarse como la reconstrucción del viñedo berciano. Los viveros se multiplicaron en La Rúa, Petín y sobre todo en Villamartín de Valdeorras. En Villafranca, se tiene la primera constancia de la presencia de la plaga en el año 1889; ya se estableció un vivero allí hacia 1894. A partir de 1910, el viñedo berciano se recuperaba a pasos agigantados con el injerto de variedades como mencía, Alicante, Jerez y Valenciana sobre pies americanos.
En el Bierzo, el primer vino etiquetado fue el "Vino de Villafranca", producido en la localidad homónima a mediados del siglo XIX. Aunque en esa época el vino se comercializaba a granel y sin etiquetar, los productores locales comenzaron a etiquetar sus vinos para resaltar su calidad y procedencia. El "Vino de Villafranca" fue el pionero en la región y sirvió de ejemplo para otros.

## El vino berciano en los tiempos modernos
La historia del vino del Bierzo continuó de manera sostenida y tradicional en la primera mitad del siglo XX. Abnegados viticultores llevaban sus viñedos y bodegas como parte importante de la explotación agrícola familiar. El vino suponía una importante aportación a la economía doméstica, y los principales mercados a los que se abastecía con los vinos de la comarca seguían siendo los de proximidad, especialmente Galicia y Asturias.
Transcurridas los periodos de guerras y una penosa posguerra, el éxodo rural apareció de manera intensa y la continuidad de las explotaciones familiares se puso en claro peligro. La atomización y falta de unión de los viticultores y la escasez de grandes bodegas y compradores de uvas marcaron una bajada en los precios de la uva. Por esta razón, el cooperativismo, que nació en los años sesenta impulsado por el Régimen social de Franco, se convirtió en una auténtica necesidad para los pequeños productores. La primera cooperativa se creó en Camponaraya en 1963 por iniciativa de José Pérez Martínez, que sería su primer presidente. Luego vendrían la de Cacabelos, Villafranca (1964), Cabañas Raras (1965), Ponferrada (1966) y Arganza (1967). Durante treinta años las cooperativas resultaron un modelo eficaz para el mantenimiento de un viñedo histórico y la mejora de calidad de sus vinos tanto embotellados como graneles. Estas cooperativas y el esfuerzo de sus cooperativistas fueron los mantenedores del viñedo viejo berciano que ahora es la admiración de medio mundo.
Un importante hito para la comarca llega con el reconocimiento de una denominación de origen para los vinos de la zona. La Denominación de Origen Bierzo quedó reconocida, con carácter provisional, el 3 de Junio de 1988 y se procedió al nombramiento del Consejo Regulador provisional el 3 de Octubre de 1988.
Posteriormente, con fecha de 11 de noviembre de 1989 se reconoció la Denominación de Origen Bierzo y se aprobó el Reglamento de la Denominación de Origen Bierzo y de su Consejo Regulador, publicándose en el B.O.E. el día 12 de Diciembre de 1989.
En este nuevo contexto, surgieron destacadas personalidades en el ámbito del vino berciano, como Bernardo Álvarez, Bernardo Luna, José Luis Santín Vázquez o Paco Pérez Caramés, quienes de diversas maneras revolucionaron el concepto de los vinos. Algunos introdujeron variedades foráneas, otros aplicaron prácticas de agricultura ecológica e incluso aportaron extensos periodos de crianza a los vinos de la comarca. En todos los casos, contribuyeron a mejorar la calidad de los vinos y modernizaron instalaciones y estrategias de comercialización.
A medida que avanzaba el siglo XXI y con la llegada del prestigioso enólogo riojano Álvaro Palacios a la zona, surgieron nuevos proyectos de modernización y creación de bodegas que abrieron un horizonte internacional para los vinos del Bierzo. Nombres de jóvenes elaboradores como Raúl Pérez, Amancio Fernández, Alfredo Marqués, Luis Peique o Ginés García se hicieron notar.
Aunque la crisis de 2008 ralentizó parcialmente las aspiraciones para los vinos de la zona, después de ella emergieron proyectos de pequeña escala inspirados en la elaboración de vinos de garaje. Esta nueva ola pone un fuerte énfasis en la recuperación del viñedo viejo mediante técnicas de agricultura ecológica, centrando más los esfuerzos en la viticultura que en la enología. Entre los máximos exponentes de esta corriente se encuentran Verónica Ortega, José Mas Asturias, Nacho León o el bordelés Grégory Pérez.
Según los datos proporcionados por el Consejo Regulador de la Denominación de Origen Bierzo para el año 2022, la superficie de viñedo inscrita alcanza las 2.349 hectáreas. El número total de viticultores es de 1.110, y se encuentran adscritas 74 instalaciones o bodegas.

## Geología y formación de suelos
La comarca del Bierzo, ubicada en la provincia de León, en la comunidad autónoma de Castilla y León, España, exhibe una geología diversa que impacta en la formación de sus suelos. La geología del Bierzo se caracteriza por la presencia de dos unidades geológicas predominantes: la Cordillera Cantábrica al norte y los Montes de León al sur.

#### Cordillera Cantábrica
Al norte del Bierzo, la Cordillera Cantábrica está compuesta principalmente por rocas metamórficas, como pizarras y esquistos, así como por rocas sedimentarias. Estas rocas metamórficas pueden incidir en la composición de los suelos, contribuyendo a su mineralogía.

#### Montes de León
Al sur del Bierzo, los Montes de León están mayormente constituidos por rocas ígneas y metamórficas. La presencia de granitos y otras rocas ígneas puede influir en la composición del suelo, aportando minerales específicos a medida que estas rocas se descomponen.

#### Suelos
La combinación de las rocas presentes en la geología del Bierzo y los procesos geológicos a lo largo del tiempo contribuye a la formación de diversos tipos de suelos en la región. Se pueden hallar suelos arcillosos, arenosos y limosos, dependiendo de la composición mineralógica de las rocas madre y de los procesos de meteorización.

### Condiciones climáticas
El clima del Bierzo también desempeña un papel crucial en la formación de los suelos. La combinación de la geología y las condiciones climáticas afecta la velocidad de los procesos de erosión y descomposición de las rocas, así como la formación de horizontes del suelo.
En resumen, la geología del Bierzo, con la presencia de rocas metamórficas en la Cordillera Cantábrica y rocas ígneas en los Montes de León, contribuye a la diversidad de suelos en la región. Los suelos resultantes pueden variar en textura, composición mineral y propiedades físicas, lo que a su vez influye en la capacidad de la tierra para soportar diferentes tipos de vegetación y cultivos.
Los suelos en el Bierzo son variados, y van desde arcillas rojas y suelos pedregosos hasta suelos de pizarra y arenas de cuarzo. En general el suelo posee un pH moderadamente ácido de aproximadamente 5,5, sin presencia de carbonatos, rasgo común de los climas húmedos.
El suelo del viñedo del Bierzo está compuesto por materiales del mioceno cubiertos por una capa superior de depósitos cuaternarios. Además, los suelos de las vertientes contienen una mezcla de elementos pesados de cuarcita y pizarra.
Uno de los tipos de suelos más comunes en la región es la arcilla roja, que se encuentra en la parte baja del valle. Esta arcilla roja es rica en hierro y otros minerales, y es ideal para el cultivo de la vid. Otro tipo de suelo comun en el Bierzo es la pizarra, que se encuentra en las laderas mas altas de la región. Las técnicas conservadoras del cultivo del suelo juegan un papel importante, frente al laboreo convencional, para preservar la biodiversidad, salvar la fertilidad del suelo y mantener el equilibrio vegetativo-productivo.

## Clasificación de los vinos
El reconocimiento de la DO tuvo efecto por Orden ministerial de 11 de diciembre de 1989. En 2019, el Consejo Regulador modificó la normativa sobre requisitos en los etiquetados y rendimientos máximos por hectárea para dar mayor relevancia al origen geográfico de ciertos vinos. La nueva clasificación de los vinos del Bierzo queda reflejada en la Orden AGR/842/2020, de septiembre de 2020, de la Consejería de Agricultura, Ganadería y Desarrollo Rural de la Junta de Castilla y León.
Vino de la DO Bierzo
Es la actual delimitación geográfica de la Denominación de Origen Bierzo. Son los vinos genéricos elaborados con uvas de viñedos de cualquier municipio adscrito a la Denominación de Origen Bierzo.
Vino de Villa (municipio o pedanía)
El 100% de la uva que se utilice debe proceder de parcelas que pertenezcan al municipio o pedanía en cuestión. El rendimiento de la uva (kg/ha) será un 20% menor al máximo fijado por la Denominación de Origen Bierzo.
Vino de Paraje
El 100% de las uvas que se utilicen deben proceder de un mismo paraje, de nombre reconocido en el pliego condiciones de la Denominación de Origen Bierzo. El rendimiento de la uva (kg/ha) será un 25% inferior al máximo fijado por la Denominación de Origen Bierzo.
Viña Clasificada
El 100% de las uvas que se utilicen deben proceder de una misma parcela o parcelas colindantes de un mismo paraje, de nombre reconocido en el pliego condiciones de la Denominación de Origen Bierzo y que al menos durante cinco años hayan sido tipificados como vinos de paraje y cuya calidad haya sido reconocida por el Comité de Expertos del Consejo Regulador. El rendimiento de la uva (kg/ha) será un 30% inferior al máximo fijado por la Denominación de Origen Bierzo.
Gran Viña Clasificada
Caso similar al anterior, pero tipificados con al menos cinco años como vinos de viña clasificada y cuya calidad haya sido reconocida por el Comité de Expertos del Consejo Regulador. El rendimiento de la uva (kg/ha)será un 35% inferior al máximo fijado por la Denominación de Origen Bierzo.

## Subzonas bercianas
Independientemente de la moderna clasificación inspirada en municipios, la denominación de origen Bierzo se podría subdividir en diferentes áreas agroclimáticas. El río Sil se constituye como un elemento geográfico diferenciador en toda la Hoya, y desde él podemos deslumbrar diferentes valles. Así podemos diferenciar dos zonas principales a ambos lados del río Sil: margen derecho y margen izquierdo.
- Ríos, valles del margen izquierdo
  -     - Boeza. Dispone de dos zonas tradicionales para el cultivo de la vid: Bembibre y Ponferrada. El viñedo de Bembibre se mantiene de manera testimonial. En Ponferrada el viñedo se concentra en Campo, Otero y Ponferrada, contando con una cooperativa en el barrio de Puente Boeza.
    - Quintana.
    - Tremor.
    - Meruelo. Su viñedo más representativo se encuentra en los terrenos de Molinaseca, pintoresco pueblo que ahora acoge mayoritariamente servicios turísticos, que ha ido provocando el progresivo abandono del viñedo histórico.
    - Oza. Acoge el viñedo de Los Barrios que en sus pueblos: Villar de los Barrios, Salas de los Barrios y Lombillo tiene su máxima expresión, albergando así mismo notables bodegas de piedra asociadas a grandiosas casas blasonadas. El mercado tradiciona de los vinos de la zona era el Obispado de Astorga.
    - Cabrera.
- Ríos, valles del margen derecha
  -     - Cúa. En el valle del Cúa se encuentran fundamentalmente los viñedos de Cacabelos, Arganza y Canedo. Proporcionan vinos afrutados, con buena carga frutal y acidez moderada.
    - Ancares. Se mantiene un pequeño reducto de viñedo montañoso en San Pedro de Olleros.
    - Burbia. En el valle del Burbia se encuentran los viñedos más importantes de Villafranca del Bierzo, Valtuille de Arriba, Valtuille de Abajo, Villadecanes, Horta y Corullón. Probablemente encontramos la mayor proporción de viñedo viejo de variedades autóctonas con patrones históricos de la Comarca. Proporciona vinos equilibrados, dotados de buena capacidad para la guarda con notable acidez, tanico y maduración.
    - Valcarce.
    - Selmo. Los viñedos más destacados de esta zona se concentran en Sobrado, Friera y Oencia. Los viñedos de estos municipios se han incorporado a la Denominación de Origen 'Bierzo' en el año 2018.
- Municipios del margen izquierdo: Toreno, Noceda, Igüeña, Bembibre, Folgoso de la Ribera, Congosto, Castropodame, Torre del Bierzo, Molinaseca, Ponferrada, Priaranza del Bierzo, Benuza, Carucedo, Puente Domingo Flórez, Sobrado y Oencia.
- Municipios del margen derecho: Fabero, Berlanga del Bierzo, Vega de Espinareda, Sancedo, Cabañas Raras, Arganza, Cacabelos, Camponaraya, Carracedelo, Toral de los Vados, Corullón, Villafranca del Bierzo y Trabadelo.

## Tradición oral y refranero
La tradición oral ha sido fundamental en la transmisión del conocimiento y el saber popular, y sobre refranes, dichos y diversa fraseología se han mantenido los hábitos y las tradiciones. El refranero, como es habitual, hace alusión a muchos aspectos de la vida, y el mundo del vino es prolijo en esta materia. He aquí algunos ejemplos.
- En el Bierzo, las montañas, las que no dan vino dan castañas.
- Injerta en abril, y a los tres años cogerás uvas mil.
- Racimo corto, vendimia larga.
- Por beber agua e non beber viño, morreu Pepiño.
- Por Santiago pinta el vago.
- O viño non quita pan.
- O catarro atacalo co xarro.
- Moito beber nos da moito saber.
- Ni cena sin vino, ni olla sin tocino.
- O viño con xeito, arregla o corpiño e alegra o peito.
- Si quieres la viña moza, pódala con hoja.
- Las buenas uvas engordan la cuba.
- Leite despois do viño, veneno fino.
- El que con vino cena, con agua desayuna.
- Yantar sin viño non axuda a proseguir camiño.
- El que va a un entierro y no bebe vino el suyo viene de camino.
- Viño que non bebes, viño que leva o demo.
- Con pan y vino se hace camino.
- La cuba de buen vino no necesita bandera.
- Si bebes viño en Villafranca, moito ollo ca tranca.
- Abril frío, mucho pan y poco vino.
- El vino de abril mucho y gentil, y el de mayo poco y malo.
- Agua de San Juan, quita vino y no da pan.
- En agosto pinga el mosto.
- Lluvia de agosto, más miel y más mosto.
- Por San Martín, cátase o vinín.
- Por San Andrés, el vino nuevo viejo es.
- A muller e o viño poñen a home toliño.
- El vino peleón, tómalo en jarro o porrón.
- El vino alegra el ojo, limpia el diente y sana el vientre.

## El Vino y la gastronomía

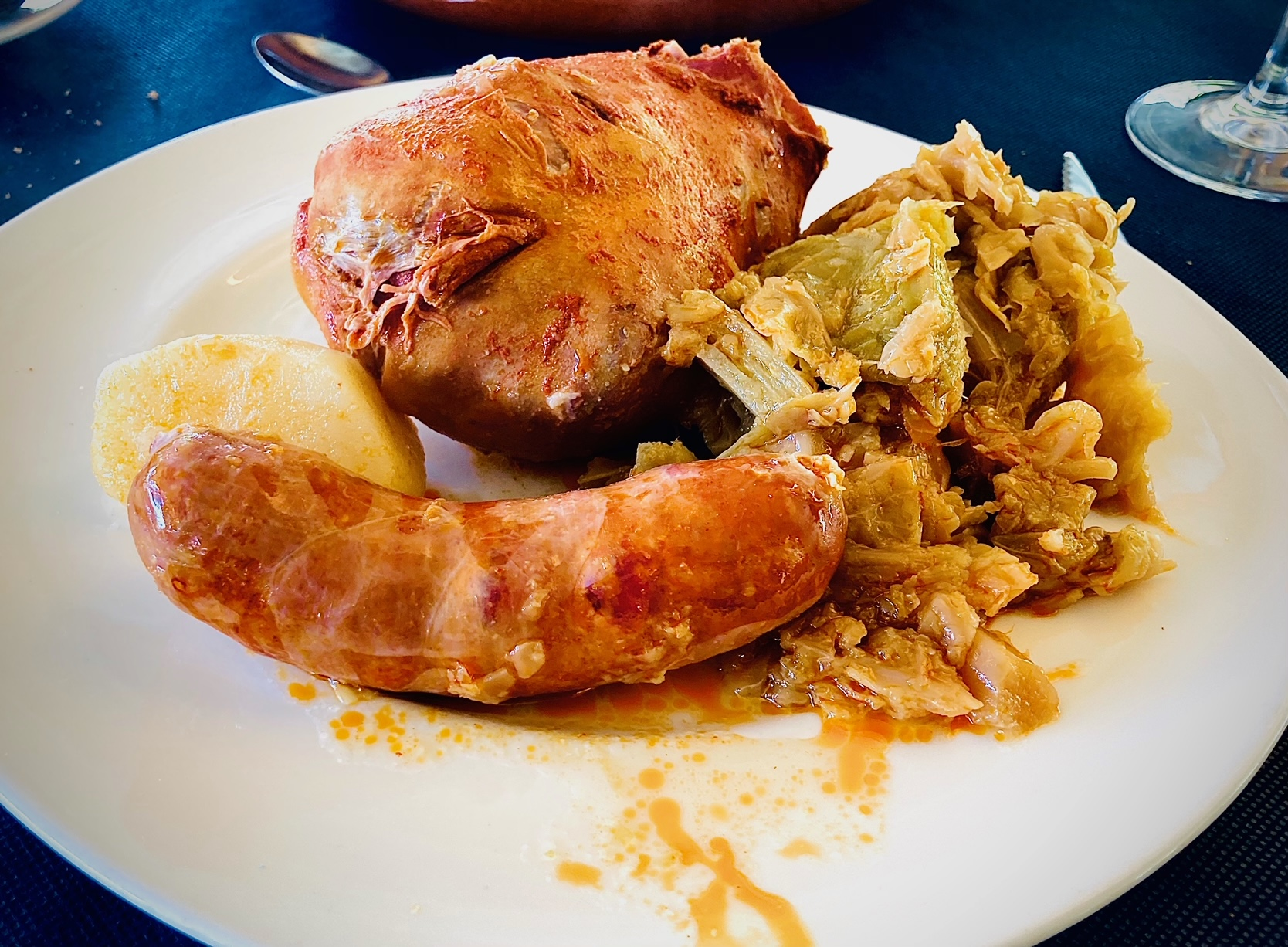
Botillo del Bierzo, tradicional acompañamiento de la mencía del Bierzo

Tradicionalmente los vinos del Bierzo han estado muy marcados por su variedad reina "mencía". La mencía es bastante exigente en el viñedo, lo que la convierte en un reto para los cultivadores y bodegueros, puede perder rápidamente su acidez característica si no se vendimia con prontitud. El alto grado alcohólico y la moderada acidez de la Mencía deben controlarse para mantener el equilibrio del vino.
Todas estas características la han 'emparentado' en la mesa con otro plato muy tradicional en la comarca que se denomina Botillo. Sin duda el rey de la gastronomía berciana desde tiempos inmemoriales y un plato tradicional que se ha hecho imprescindible en fiestas y celebraciones de la zona. Se trata de un producto cárnico que se ha mantenido en la cultura popular como embutido emblemático, gracias a la tradición heredada en la zona. Los ingredientes básicos del botillo son: costilla de cerdo  (mínimo 65% y máximo 90%) y rabo de cerdo (mínimo 10% y máximo 20%), a los que también se puede añadir, a criterio de quien lo elabore, otros componentes como lengua, carrillera, paleta y espinazo, en un máximo del 20% del total. Se sirve con patatas y berza cocida.
El maridaje de vino tinto mencía joven con el tradicional plato de botillo berciano hace las delicias de la mayoría de los bercianos que han convertido a esta combinación en una bandera de la comarca. Los vinos del nuevo siglo están siendo sometidos a crianzas más finas y esto les permite ser maridados con otra serie de platos, considerándose los vinos de mencía muy versátiles recomendándose disfrutar también con carnes rojas, blancas, cazas e incluso pescados grasos y peces de río (tradicionales también en la gastronomía local).
Otro de los acompañamientos perfectos para los vinos de mencía del Bierzo es sin duda el Pulpa a Feira, plato de gran tradición en Bierzo siempre presente en fiestas y ferias, especialmente popular en pueblos como Cacabelos y Villafranca del Bierzo. El origen del plato nace en las ferias que organizaban los arrieros maragatos de vuelta desde Galicia a su paso por los pueblos del Bierzo. En estas ferias, todavía vigentes, los pulpeiros agasajaban a los feriantes con pulpo y cachelos acompañados con rico mencía del Bierzo. El pulpo  se hervía en pota de cobre, y se condimentaba con pimentón, sal gorda y un buen chorro de aceite de oliva. Los vinos utilizados tradicionalmente son vinos del año, aunque ahora hay quien se atreve con vinos tintos con una potente crianza en barrica.

## Ferias de Vino en Bierzo
- Feria del Vino de Cacabelos. En el año 2023 ha alcanzado su XXVI Edición. Se trata de una feria popular con actividades complementarias en las que los elaboradores de la comarca presentan sus últimas elaboraciones. Cuenta con la colaboración y participación del Consejo Regulador de la Denominación de Origen Bierzo y el propio Ayuntamiento de Cacabelos. Tiene lugar en el mes de abril de cada año, con carácter previo a la feria del 1 de mayo.
- Feria del Vino de Ponferrada. Una feria de similares características a la organizada por Cacabelos, se celebraba en la Plaza de Fernando Miranda. La última edición tuvo lugar en 2013. Tenía lugar a finales del mes de agosto.
- Evento Sarmiento. Coincidiendo con el tiempo de vendimia, el evento Sarmiento aúna música y vino, los asistentes tienen la oportunidad de recoger y pisar la uva, trabajos iniciales para la creación de un vino que meses después verá la luz.
- Festival Estival Demencial (FED). La primera edición tuvo lugar en el Gastrobar Gatopardo en el año 2015. Durante tres ediciones tuvo lugar en este establecimiento. En los años 2018 y 2019, se contó con la colaboración del Ayuntamiento de Ponferrada y diversos empresarios vinculados con el sector; se desarrolló en el Castillo de los Templarios.
- Concurso de Vinos del Noroeste. Con sede en el Castillo de los Templarios de Ponferrada, el concurso de vinos del Noroeste quiso hacerse un hueco en el panorama de concursos de vinos nacionales, dando principal protagonismo a los vinos elaborados en el noroeste de la península ibérica. Contó con un importante apoyo del Ayuntamiento de Ponferrada. Se mantuvo con tres ediciones que terminaron en el 2010.
- Fiesta del Ramo de la Vendimia. Los vecinos de Otero celebraban antiguamente el fin de la recogida de uva con la Fiesta del Ramo de la Vendimia.
- Bierzo Fuera de Serie. Teatro Villafranquino Gil y Carrasco. Encuentro de viticultores independientes que apuestan por la movilización para salvaguardar los derechos del histórico viñedo viejo berciano. Tras la visualización de un documental y una mesa debate, se concentraron en la Bodega de la Torre en un salón de vinos elaboradores con uvas de Villafranca del Bierzo. En su segunda edición (2025), el encuentro giró en torno a la importancia del suelo en la identidad de los vinos y culminó con un salón de vinos en las bodegas y mazmorras del Castillo de Villafranca.
- Festival Músicamino. Es un evento cultural que fusiona música en vivo, enología y la esencia del Camino de Santiago. Su primera edición se celebró del 27 al 29 de septiembre de 2024 en Villafranca del Bierzo, León. Además de la programación musical, Músicamino ofrece actividades complementarias como 'Musicavino', una feria en la que participan bodegas seleccionadas de la región, permitiendo a los asistentes degustar vinos locales y conocer más sobre la tradición vitivinícola del Bierzo.

## Uvas
Uvas Tintas

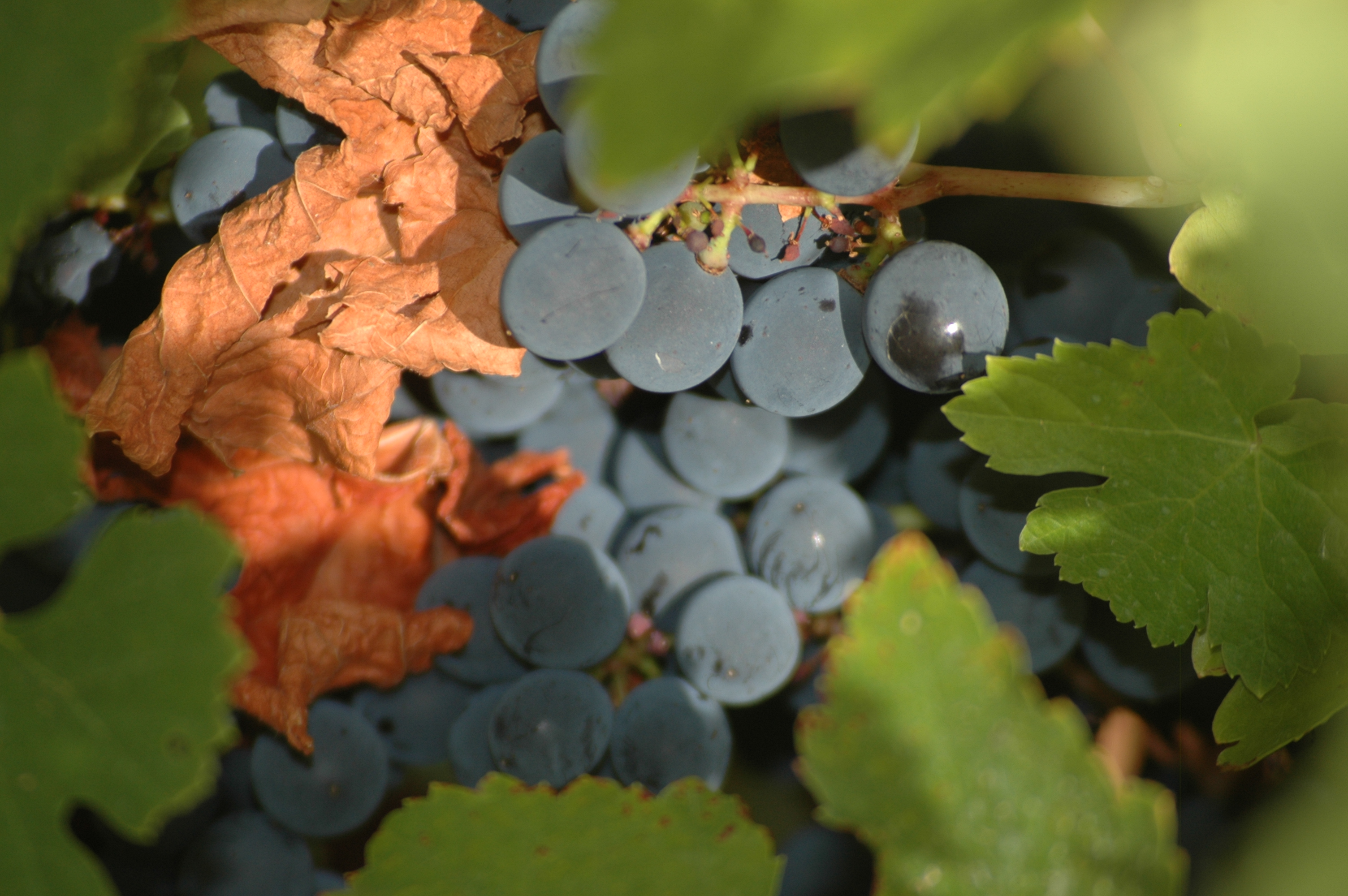
Uva mencía.

- Mencía. Es una uva de tamaño medio, con una piel fina y de color rojo oscuro con notas violáceas. Es una tinta vigorosa y productiva, con buen comportamiento frente a las enfermedades, aunque bastante sensible a la Botrytis, debido a su fino hollejo. Sus vinos suelen tener un sabor intenso y vegetal, con notas frutales, minerales y especiadas. La historia de la mencía señala que pudo ser una de las primeras cepas introducidas en la Península, de mano de los Romanos que trasladaban los vinos producidos por estas a la Roma Imperial, para disfrute de los emperadores. Hay quienes la vinculan con Burdeos, asegurando que los peregrinos del Camino de Santiago la introdujeron basándose en el gran parecido con la variedad Cabernet Franc. Pero según recientes estudios sobre su ADN, ésta es una variedad en sí misma, autóctona de la península o bien introducida por los antiguos romanos. Su singularidad se manifiesta incluso a nivel molecular, como se ha encontrado en estudios hechos sobre la resistencia varietal al tornillo de las cepas (Xylotrechus arvicola). Estos estudios ponen de manifiesto la distinta constitución química de la madera de mencía frente a la de otras variedades como Tempranillo, Garnacha, Verdejo y Cabernet Sauvignon.
- Garnacha tintorera. Variedad productiva, brotación precoz y maduración tardía. El racimo es de tamaño grande y suelto. Las bayas de tamaño medio, uniformes y color rojo. La pigmentación de la pulpa es fuerte y también presenta un color rojizo. Mantiene una marcada acidez en el fruto. Fue creada por el francés Louis Bouschet de Bernard y su hijo Henri en 1866, por cruzamiento de garnacha y petit bouschet. Es una variedad muy productiva, que se extendió por zonas con demanda de vinos de fuerte color. Es sensible al mildiu y la escoriosis. Produce vinos de color intenso y mucha acidez.
- Estaladiña. De brotación y envero tempranos, por el contrario la maduración es tardía. Es una variedad de producción media, pese a ofrecer gran cantidad de racimos, éstos son muy pequeños. Las bayas también son pequeñas y de color azul-negro. La pulpa no presenta coloración. También es conocida como Pan y Carne en el valle del Cúa. En zonas de Galicia se denomina Albarello, y ahora es reconocido como un clon de Brancellao, cuyas modificaciones en su genotipo la convierten en una variedad diferenciada.
- Merenzao. Uva de origen jurásico, es vigorosa y extremadamente productiva. La maduración no es sencilla. El aspecto del racimo es compacto y cilíndrico, sus uvas de piel gruesa, con un color negro intenso y pulpa suave. Es sensible a la podredumbre gris y teme las heladas de invierno.

Uvas Blancas
- Doña Blanca. Variedad blanca que representa el 2,4%de la uva que se cultiva en la zona de producción. También es conocida como Valenciana. Variedad productiva, brotación media tardía y maduración precoz. El racimo es de tamaño mediano y compacto. Las bayas de tamaño mediano, uniformes y color verde amarillo. La pigmentación de la pulpa es ausente o muy débil. Es considerada como la variedad más sensible a las enfermedades de entre las que se encuentran en Bierzo. Produce vinos de aromaticidad media, buen paladar y retrogusto prolongado.
- Godello. La Godello es una variedad glicérica cuyos datos más antiguos se remontan al siglo XII, precisamente en la Comarca del Bierzo. La hoja es redonda y arrugada, con el haz rugoso y el envés con vello. Es de maduración temprana, frágil a las heladas, a la polilla del racimo y sensible al oídio. El racimo es pequeño y apretado. La baya también pequeña y ovoide, piel de verde intenso y aromas frescos. Sus vinos son poco aromáticos, muy estables a la oxidación, con un pH muy bajo y gran capacidad de guarda. Además de ser una variedad precoz, es de maduración muy determinada y cultivo delicado, ya que es muy sensible a las enfermedades, especialmente al oidio. Produce vinos de color amarillo pajizo con matices verdes. Vinos medianamente perfumados, con aromas a fruta madura, que permiten envejecimientos en barrica que aportan notas balsámicas.
- Palomino. Uva blanca muy extendida en la península, se introdujo en Bierzo a finales de siglo XIX tras la plaga de la filoxera, por su resistencia y gran productividad. La graduación de sus vinos es baja y la acidez no muy elevada. El racimo es largo, irregular y muy suelto. Es una variedad de producción elevada, se introdujo en Bierzo tras la filoxera, para aprovechar sus características de resistencia a enfermedades y su alta productividad, que mejoraban la rentabilidad del minifundio típico de la zona.
- Malvasía. De origen griego, su maduración es intermedia, con cepas muy productoras y racimos y uvas de gran tamaño. La baya es ovoide y su epidermis muy fina. Se obtienen vinos frescos, ligeros, y con aromas florales.

## Añadas
| Añada | Calificación | Añada | Calificación | Añada | Calificación | Añada | Calificación |
| ----- | ------------ | ----- | ------------ | ----- | ------------ | ----- | ------------ |
| 1989  | Muy Buena    | 1999  | Buena        | 2009  | Muy Buena    | 2019  | Excelente    |
| 1990  | Muy Buena    | 2000  | Muy Buena    | 2010  | Muy Buena    | 2020  | Excelente    |
| 1991  | Muy Buena    | 2001  | Muy Buena    | 2011  | Muy Buena    | 2021  | Excelente    |
| 1992  | Muy Buena    | 2002  | Muy Buena    | 2012  | Excelente    | 2022  | Excelente*   |
| 1993  | Deficiente   | 2003  | Muy Buena    | 2013  | Muy Buena    | 2023  | Excelente    |
| 1994  | Muy Buena    | 2004  | Muy Buena    | 2014  | Excelente    | 2024  | Excelente    |
| 1995  | Buena        | 2005  | Excelente    | 2015  | Excelente    |       |              |
| 1996  | Muy Buena    | 2006  | Muy Buena    | 2016  | Excelente    |       |              |
| 1997  | Buena        | 2007  | Excelente    | 2017  | Muy Buena    |       |              |
| 1998  | Buena        | 2008  | Muy Buena    | 2018  | Excelente    |       |              |